# Athlītikos Omilos Trikala 2016-2017
Questa voce raccoglie le informazioni riguardanti l'Athlītikos Omilos Trikala nelle competizioni ufficiali della stagione 2016-2017.

## Rosa
| N. |                       | Ruolo | Calciatore              |
| -- | --------------------- | ----- | ----------------------- |
| 2  | Grecia (bandiera)     | D     | Georgios Papapanagiotou |
| 3  | Grecia (bandiera)     | D     | Christos Niaros         |
| 4  | Grecia (bandiera)     | D     | Pantelis Rizogiannis    |
| 5  | Brasile (bandiera)    | D     | Jackson                 |
| 6  | Grecia (bandiera)     | C     | Hussein Mumin           |
| 7  | Grecia (bandiera)     | C     | Stratos Doukakis        |
| 8  | Portogallo (bandiera) | C     | Serginho                |
| 9  | Grecia (bandiera)     | A     | Nikolaos Kouskounas     |
| 10 | Serbia (bandiera)     | C     | Ljubomir Stevanović     |
| 11 | Serbia (bandiera)     | C     | Filip Stojanović        |
| 12 | Grecia (bandiera)     | D     | Stelios Labakis         |
| 13 | Brasile (bandiera)    | D     | Leandro Pinto           |
| 14 | Grecia (bandiera)     | C     | Christos Mingas         |
| 17 | Serbia (bandiera)     | A     | Stevan Račić            |

| N. |                                 | Ruolo | Calciatore              |
| -- | ------------------------------- | ----- | ----------------------- |
| 20 | Grecia (bandiera)               | A     | Giannis Toptidis        |
| 21 | Albania (bandiera)              | C     | Izmir Pelinku           |
| 22 | Grecia (bandiera)               | A     | Dimitrios Chasomeris    |
| 23 | Grecia (bandiera)               | D     | Manolis Nikolakakis     |
| 25 | Grecia (bandiera)               | D     | Angelos Vertzos         |
| 26 | Grecia (bandiera)               | A     | Nikolaos Giannitsanis   |
| 33 | Grecia (bandiera)               | D     | Achilleas Sarakatsanos  |
| 34 | Turchia (bandiera)              | C     | Deniz Baykara           |
| 55 | Bosnia ed Erzegovina (bandiera) | C     | Aleksandar Ilić         |
| 73 | Grecia (bandiera)               | D     | Vasilios Golias         |
| 77 | Grecia (bandiera)               | P     | Panagiotis Papadopoulos |
| 87 | Grecia (bandiera)               | P     | Giannis Siderakis       |
| 99 | Grecia (bandiera)               | P     | Nikolaos Voutselas      |
|    | Ciad (bandiera)                 | D     | Azrack Mahamat          |